# Ballet Nacional de Lituania
El ballet de la Corte de Lituania fue fundado en el siglo XVI, donde la escuela de teatro unificó todas las ramas de las artes. Abierta a una gran variedad de estilos, la compañía del Ballet Nacional de Lituania interpreta tanto producciones del repertorio clásico como moderno.

## Historia
El ballet de la Corte de Lituania fue fundado en el siglo XVI. En este momento se crearon ballets cuyas temáticas provenían tanto de la tradición clásica como de la historia lituana. El ballet se hizo particularmente popular a mediados del siglo XVIII. Los dramas, denominados ballets, fueron puestos en escena en la Universidad de Vilnius. Los nobles de Lituania apoyaron a las compañías y escuelas de ballet que eran dirigidas por maestros de baile italianos y franceses. Durante el siglo XIX el ballet en Lituania se vio enormemente enriquecido gracias a las actuaciones de compañías invitadas, provenientes de Francia, Italia y, posteriormente, Rusia.
El ballet tuvo un impulso definitivo en otoño de 1920, año en el que se fundó el Teatro nacional de ópera y ballet de Lituania. El 4 de diciembre de 1925 el Teatro acogió la primera representación dedicada exclusivamente al ballet, con Coppélia de Leo Delibes; hasta entonces la compañía solamente había intervenido en las producciones operísticas. Más tarde se produjeron ballets compuestos tanto por músicos lituanos como del resto de Europa (Adam, Chaikovski, Minkus, Glazunov, Stravinsky, Karnavicius, Dvarionas y Pakalnis), y coreografías con música de Chopin, Schumann, Debussy, Ravel y Poulenc. En 1935 el ballet lituano fue invitado a actuar en Montecarlo y en el Alhambra Theatre de Londres.
En el verano de 1944, cuando el Ejército Rojo ocupó el país, Lituania sufrió profundos cambios; la escuela de ballet del Teatro cesó su actividad y hasta 1952 no se fundará el Departamento de Coreografía en la Vilnius Art School, actual Vilnius Ballet School.

## Equipo
La compañía de ballet está formada por sesenta y ocho bailarines, y desde 1992 su directora artística es Ruta Butviliene.

### Primeros Bailarines
- Egle Spokaite (ganadora de numerosos premios: Primer Premio en Perm, el Tercer Premio en el Maya´94 de San Petersburgo, Primer Premio en Helsinki y Nagayona, e importantes premios nacionales como el 4th class Order of Lithuanian Gran Duke Gediminas (1996), el Premio Nacional de Lituania y el Lithuanian State Award)
- Edvarnas Smalakys (2º Premio en Perm)
- Zivilè Baikstytè (3.er Premio en el Concurso de ballet de Nueva York)
- Miki Hamanaka (3.er Premio en Tokio)
- Nerijus Juska (Diploma en el Concurso de Ballet de París)
- Heli Beliakaitè (Diploma en el Concurso de Ballet de París y Medalla de Plata en el Concurso Prix de Lausanne)
- Olga Konosenko (Diplomas en el Concurso Internacional de Ballet de Perm)
- Aurimas Paulauskas (Diplomas en el Concurso Internacional de Ballet de Perm)
- Inga Cibulskyte
- Miki hamanaka
- Kristina Kanisauskaute
- Rasa Tauciute
- Eligijus Butkus
- Aurelijus Daraskevicius
- Valetijus Fadejevas
- Nerijus Juska
- Raimundas Maskaliunas
- Aleksandras Molodovas
- Aurimas Paulauskas
- Edvardas Smalakys

### Solistas
- Nailia Adigamova
- Viltis Algutyte
- Ingrida Cvetkovaite
- Zavinta Cicelyte
- Asta Gailiusaite
- Evelina Kirsyte
- Rūta Kudzmaite
- Deimante Kupstaite
- Vitalijus Volosinas
- Igoris Zaripovas
- Andrius Zuzzalkinas

### Cuerpo de balletfemenino
- Inga Augutyte
- Ana Baranova
- Skaidre Baranskaja
- Goda Bernotaite
- Asta Charkovaite
- Jolanta Davolyte
- Elena Dobrygina
- Erika Eismontaite
- Kristina Galalyte
- Monika Garlauskaite
- Inga Gerulskyte
- Viktorija Gratuleviciute
- Tamara Grimer
- Vita Jaristo
- Vitalija Jakaityte
- Ilva Juodpusyte
- Jelena Lebedeva
- Margarita Makejeva
- Egle Medziunaite
- Birute Monstaviciute
- Indre Opulskyte
- Olesia Pavliukevic
- Laima Petersonaite
- Jolita Pilipaviciute
- Agne Ramoskaite
- Olga Rudiakevic
- Audrone Stackeviciute
- Jolanta Stungyte
- Margarita Verigaite

### Cuerpo de ballet masculino
- Donatas Bakejus
- Darius Butvila
- Tomas Ceizaris
- Romas Ceizaris
- Ramunas Gedmontas
- Jaunius Kasperavicius
- Laurynas Navickas
- Raimondas Remeikis
- Martynas Rimeikis
- Laimis Roslekas
- Aurimas Sibirskas
- Rimas Smalakys
- Vaidas Steponkus
- Jurijus Tiulenevas

### Otros Artistas
- Maya Plisetskaya
- Vladimir Vassiliev
- Mstislav Rostropovich

### Coreógrafos
- Vladimir Vassiliev
- A. Melanjin
- Domeika
- Xin Peng Wang
- Lev Ivanov
- Marius Petipa

## Obras
Abierta a una gran variedad de estilos, la compañía del Ballet Nacional de Lituania interpreta tanto producciones del repertorio clásico como moderno. Durante la temporada la compañía realiza unas quince o veinte producciones, de las cuales al menos dos son estrenos. Asimismo, participa en las representaciones de ópera y opereta del Teatro. El actual repertorio de la compañía incluye entre otras:
- La Sylphide de Lovenskjold
- Giselle de Adam
- Coppélia de Delibes (con coreografía de Brazdylis)
- El Lago de los Cisnes, Cascanueces (con coreografía de Melanjin)
- La Bella Durmiente de Tchaikovsky
- Don Quixote de Minkus (con coreografía de Vasiliev)
- Romeo y Julieta (con coreografía de Vasiliev)
- Cenicienta de Prokofiev
- Egle the Queen of Grass Snakes de Balsys (con coreografía de Domeika)
- Carmen de Bizet-Shchedrin y el Sueño de una Noche de Verano (con música de Mendelssohn-Bartholdy)
- El Rito de la Primavera de Stravinsky (con coreografía de Xin Peng Wang)

- Datos: Q5717340